# Aulacodes colonialis
Aulacodes colonialis là một loài bướm đêm trong họ Crambidae.